# Psammotettix putoni
Psammotettix putoni är en insektsart som beskrevs av Then 1898. Psammotettix putoni ingår i släktet Psammotettix och familjen dvärgstritar. Arten är reproducerande i Sverige. Inga underarter finns listade i Catalogue of Life.